# Haboudange
Haboudange é uma comuna francesa na região administrativa de Grande Leste, no departamento de Mosela. Estende-se por uma área de 10,5 km². Em 2010 a comuna tinha 261 habitantes (densidade: 24,9 hab./km²).